# Náutico FC (RR)
Az Náutico FC (RR), röviden Náutico labdarúgó csapatát 1962-ben a brazíliai Caracaraíban alapították. Roraima állam első osztályú bajnokságának tagja.

## Sikerlista

### Állami
- 3-szoros Roraimense bajnok: 1968, 2013, 2015

## Játékoskeret
2015-től
| # |     | Poszt | Név               |
| - | --- | ----- | ----------------- |
|   | BRA | K     | Stanley           |
|   | BRA | V     | Cleyton           |
|   | BRA | V     | Vicente Thomaz    |
|   | BRA | V     | Elton             |
|   | BRA | V     | Flávio Marabá     |
|   | BRA | V     | Edmundo           |
|   | BRA | KP    | Presa de Ouro     |
|   | BRA | KP    | Antônio Márcio    |
|   | BRA | KP    | Alex              |
|   | BRA | KP    | Douglas Hortêncio |

| # |     | Poszt | Név            |
| - | --- | ----- | -------------- |
|   | BRA | KP    | Laércio        |
|   | BRA | KP    | Paulo Frank    |
|   | BRA | KP    | Renan          |
|   | BRA | KP    | Bruno Vidal    |
|   | BRA | KP    | Dudu Paraense  |
|   | BRA | CS    | Thiago Soldado |
|   | BRA | CS    | Garrinchinha   |
|   | BRA | CS    | Jackson        |
|   | BRA | CS    | Bruno Paulista |
|   | BRA | CS    | Robemar        |